# Lijst van voetbalinterlands Libanon - Syrië
Deze lijst van voetbalinterlands is een overzicht van alle officiële voetbalwedstrijden tussen de nationale teams van Libanon en Syrië. De buurlanden speelden tot op heden 23 keer tegen elkaar. De eerste ontmoeting, een groepswedstrijd tijdens de Pan-Arabische Spelen 1953, werd gespeeld in Alexandrië (Egypte) op 1 augustus 1953. Het laatste duel, een kwalificatiewedstrijd voor het Wereldkampioenschap voetbal 2022, vond plaats op 24 maart 2022 in Sidon.

## Wedstrijden
| №  | Plaats     | Datum            | Competitie                         | Wedstrijd       | Uitslag |
| -- | ---------- | ---------------- | ---------------------------------- | --------------- | ------- |
| 1  | Alexandrië | 1 augustus 1953  | Pan-Arabische Spelen 1953          | Syrië – Libanon | 0 – 0   |
| 2  | Beiroet    | 4 april 1963     | Arab Nations Cup 1963              | Libanon – Syrië | 2 – 3   |
| 3  | Bagdad     | 8 april 1966     | Arab Nations Cup 1966              | Syrië − Libanon | 1 − 0   |
| 4  | Bangkok    | 19 december 1971 | Azië Cup 1972 kwalificatie         | Libanon − Syrië | 3 − 2   |
| 5  | Abu Dhabi  | 16 januari 1979  | Azië Cup 1980 kwalificatie         | Syrië − Libanon | 1 − 0   |
| 6  | Beiroet    | 24 juli 1997     | Pan-Arabische Spelen 1997          | Syrië − Libanon | 3 − 2   |
| 7  | Beiroet    | 26 juli 1998     | Arab Nations Cup 1998 kwalificatie | Libanon − Syrië | 0 − 1   |
| 8  | Abu Dhabi  | 17 oktober 1998  | Vriendschappelijk                  | Libanon − Syrië | 3 − 3   |
| 9  | Tripoli    | 7 maart 2001     | Vriendschappelijk                  | Libanon − Syrië | 2 − 2   |
| 10 | Koeweit    | 21 december 2002 | Arab Nations Cup 2002              | Syrië − Libanon | 4 − 1   |
| 11 | Beiroet    | 22 augustus 2003 | Vriendschappelijk                  | Libanon − Syrië | 1 − 0   |
| 12 | Jounieh    | 23 maart 2004    | Vriendschappelijk                  | Libanon − Syrië | 0 − 1   |
| 13 | Teheran    | 19 juni 2004     | West-Azië Cup 2004                 | Syrië − Libanon | 3 − 1   |
| 14 | Amman      | 16 juni 2007     | West-Azië Cup 2007                 | Libanon − Syrië | 0 − 1   |
| 15 | Sidon      | 28 januari 2009  | Azië Cup 2011 kwalificatie         | Libanon − Syrië | 0 − 2   |
| 16 | New Delhi  | 27 augustus 2009 | Vriendschappelijk                  | Syrië − Libanon | 1 − 0   |
| 17 | Damascus   | 3 maart 2010     | Azië Cup 2011 kwalificatie         | Syrië − Libanon | 4 − 0   |
| 18 | Sidon      | 17 augustus 2011 | Vriendschappelijk                  | Libanon − Syrië | 2 − 3   |
| 19 | Beiroet    | 6 september 2013 | Vriendschappelijk                  | Libanon − Syrië | 2 − 0   |
| 20 | Sidon      | 24 mei 2015      | Vriendschappelijk                  | Libanon − Syrië | 2 − 2   |
| 21 | Karbala    | 2 augustus 2019  | West-Azië Cup 2019                 | Libanon − Syrië | 2 − 1   |
| 22 | Amman      | 12 oktober 2021  | WK 2022 kwalificatie               | Syrië − Libanon | 2 − 3   |
| 23 | Sidon      | 24 maart 2022    | WK 2022 kwalificatie               | Libanon − Syrië | 0 − 3   |

## Samenvatting
| Competitie                    | Totaal gespeeld | Winst Libanon | Gelijk | Winst Syrië | Doelsaldo Libanon – Syrië |
| ----------------------------- | --------------- | ------------- | ------ | ----------- | ------------------------- |
| WK-kwalificatie               | 2               | 1             | 0      | 1           | 3 − 5                     |
| Azië Cup-kwalificatie         | 4               | 1             | 0      | 3           | 3 − 9                     |
| West-Azië Cup                 | 3               | 1             | 0      | 2           | 3 − 5                     |
| Arab Nations Cup              | 3               | 0             | 0      | 3           | 3 − 8                     |
| Arab Nations Cup-kwalificatie | 1               | 0             | 0      | 1           | 0 − 1                     |
| Pan-Arabische Spelen          | 2               | 0             | 1      | 1           | 2 − 3                     |
| Vriendschappelijk             | 8               | 2             | 3      | 3           | 12 − 12                   |
| Totaal                        | 23              | 5             | 4      | 14          | 26 – 43                   |

FLFA · 
A-internationals · 
Libanees vrouwenelftal
1940 – 1949 · 
1950 – 1959 · 
1960 – 1969 · 
1970 – 1979 · 
1980 – 1989 · 
1990 – 1999 · 
2000 – 2009 · 
2010 – 2019 ·
2020 − 2029
Afghanistan ·
Algerije ·
Armenië ·
Australië ·
Bahrein ·
Bangladesh ·
Bhutan ·
Brunei ·
Bulgarije ·
Cambodja ·
China ·
Cyprus ·
Djibouti ·
Ecuador ·
Egypte ·
Equatoriaal-Guinea ·
Estland ·
Filipijnen ·
Gabon ·
Georgië ·
Hongarije ·
Hongkong ·
India ·
Irak ·
Iran ·
Jemen ·
Jordanië ·
Kazachstan ·
Kirgizië ·
Koeweit ·
Laos ·
Libië ·
Malediven ·
Maleisië ·
Malta ·
Marokko ·
Mauritanië ·
Mongolië ·
Montenegro ·
Myanmar ·
Namibië ·
Nieuw-Zeeland ·
Noord-Korea ·
Noord-Macedonië ·
Oeganda ·
Oezbekistan ·
Oman ·
Oost-Timor ·
Pakistan ·
Palestina ·
Qatar ·
San Marino ·
Saoedi-Arabië ·
Singapore ·
Slowakije ·
Soedan ·
Somalië ·
Sri Lanka ·
Syrië ·
Tadzjikistan ·
Thailand ·
Tsjechië ·
Tunesië ·
Turkije ·
Turkmenistan ·
Vanuatu ·
Verenigde Arabische Emiraten ·
Vietnam ·
Zuid-Korea
SFA · A-internationals · Syrisch vrouwenelftal
1940 - 1949 · 
1950 - 1959 · 
1960 - 1969 · 
1970 - 1979 · 
1980 - 1989 · 
1990 - 1999 · 
2000 – 2009 · 
2010 – 2019 ·
2020 − 2029
Afghanistan ·
Algerije ·
Australië ·
Bahrein ·
Bangladesh ·
Cambodja ·
China ·
Cyprus ·
Egypte ·
Filipijnen ·
Griekenland ·
Guam ·
Haïti ·
Hongkong ·
India ·
Indonesië ·
Irak ·
Iran ·
Japan ·
Jemen ·
Jordanië ·
Kazachstan ·
Kirgizië ·
Koeweit ·
Laos ·
Libanon ·
Libië ·
Malediven ·
Maleisië ·
Marokko ·
Mauritanië ·
Mauritius ·
Myanmar ·
Nepal ·
Noord-Korea ·
Oezbekistan ·
Oman ·
Pakistan ·
Palestina ·
Qatar ·
Rusland ·
San Marino ·
Saoedi-Arabië ·
Singapore ·
Soedan ·
Sovjet-Unie ·
Sri Lanka ·
Tadzjikistan ·
Taiwan ·
Thailand ·
Tunesië ·
Turkije ·
Turkmenistan ·
Venezuela ·
Verenigde Arabische Emiraten ·
Vietnam ·
Wit-Rusland ·
Zuid-Jemen ·
Zuid-Korea ·
Zweden